# Vlajka Tuvinské aratské republiky

Vlajka Tuvinské aratské republiky (1943–1944)
Poměr stran: 1:2

Vlajka Tuvinské aratské republiky, částečně uznaného nezávislého státu, který existoval v letech 1921–1944, se za krátkou dobu existence často měnila. Základ tvořil rudý list – symbol proletářské revoluce. Ve většině verzí se nacházel ve středu vlajky aktuální státní znak. U konečné varianty z roku 1941 byl pouze nápis „TAR” v horním rohu při žerdi, po přechodu psané formy tuvinského jazyka na cyrilici roku 1943 byl nápis upraven.

## Historie

1921 (Vlajka Tuvinské lidové revoluční strany)
1921–1926
1926–1930
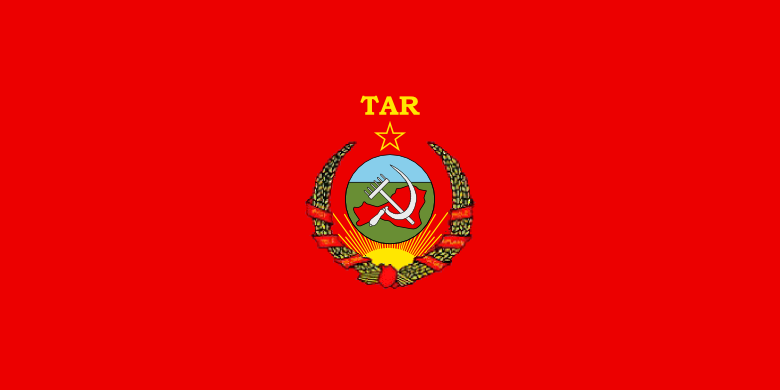
1930_1933
1933–1941
1941–1943

V roce 1944 byla Tuvinská aratská republika začleněna jako Tuvinská autonomní oblast do RSFSR. V roce 1961 autonomní oblast povýšila na autonomní sovětskou socialistickou republiku. Po rozpadu SSSR (1991) je Tuvinská republika součástí Ruské federace a užívá vlastní vlajku.